# ساپونه
ساپونه شهری در شهرستان ساپونه در استان بازگا در بورکینافاسوی مرکزی است و جمعیت آن ۱۳۶۹۷ نفر است.